# De Vliegende Vos
De Vliegende Vos was een 17e-eeuwse herberg aan de Voldersgracht in Delft. De herberg werd toentertijd uitgebaat door Reynier Jansz. Vos, de vader van de schilder Johannes Vermeer. In 1632 werd Vermeer in deze herberg geboren.
Sinds 2018 huist er onder de oude herbergnaam een hotel met restaurant dat thematisch aansluit op de schilder Vermeer.

## Geschiedenis
Reynier Janszoon Vos verhuisde begin 1629 van de herberg ‘De Drie Hamers’ aan de Beestenmarkt met zijn vrouw Digna en dochter Gertruy naar een herberg aan de Voldersgracht. Dit was een stap naar een hogere sociale status in vergelijking met hun vorige locatie. De nieuwe herberg kreeg de naam De Vliegende Vos, mogelijk genoemd naar Reynier's toenmalige achternaam en een verwijzing naar de fabel van Reinaard de Vos.
Patroniemen waren destijds de standaard en achternamen waren een redelijk nieuw verschijnsel. Hij gebruikte aanvankelijk de namen Vos / Vosch, maar gebruikte later Van de Meer  / Vermeer vanwege zijn maatschappelijke groei in zijn rol als schilderijenhandelaar.
Johannes Vermeer werd in 1632 in de herberg geboren. Hij was negen jaar oud toen het huurcontract in 1641 afliep en het gezin naar Mechelen, een veel grotere herberg op de Markt, verhuisde. 
Een kleine vijf eeuwen later, in 2017 en 2018, is het pand gerenoveerd. Sinds 2018 huist er onder de oude herbergnaam een hotel met restaurant dat thematisch aansluit op de schilder Vermeer.